# Roland Juno-60
| Roland Juno-60      | Roland Juno-60                               |
| Allgemeines         | Allgemeines                                  |
| ------------------- | -------------------------------------------- |
| Hersteller          | Roland Corporation                           |
| Typ                 | Analogsynthesizer                            |
| Zeitraum            | 1982–1984                                    |
| Preis               | 3200 DM (1982)                               |
| Technische Daten    |                                              |
| Polyphonie          | ja, 6 Stimmen                                |
| Multitimbralität    | nein                                         |
| Oszillatoren        | 6 DCOs, 1 LFO                                |
| Klangsynthese       | analog subtraktiv                            |
| Filter              | Hochpass und Tiefpass                        |
| Envelope            | vierstufig (Attack, Decay, Sustain, Release) |
| Effekte             | Chorus, Pitch-Bender                         |
| Eingabe und Ausgabe |                                              |
| Klaviatur           | 61 Tasten                                    |
| Pedale              | Hold-Pedal                                   |
| Ext. Synchr.        | DCB                                          |
| Tonausgabe          | Mono, Stereo und Kopfhörer                   |

Der Roland Juno-60 ist ein analoger Synthesizer des japanischen Unternehmens Roland Corporation. Er wurde von 1982 bis 1984 angeboten und verfügte als erstes Roland-Instrument über Digitally Controlled Oscillators (DCOs), dt. digital gesteuerte Oszillatoren, die eine verbesserte Frequenzstabilität boten. Der Juno-60 fand umfassende Verwendung im Synthpop der 1980er-Jahre.

## Entwicklung
Ende der 1970er-Jahre begann sich abzuzeichnen, dass die aufkommende Digitaltechnik auch in der Entwicklung neuer Synthesizer Einzug halten würde. Mit dem Fairlight CMI und Synclavier waren bereits zwei umfangreiche Systeme auf dem Markt, die sich der FM-Synthese zur Klangerzeugung bedienten und dadurch unter anderem ein deutlich umfangreicheres Tonspektrum sowie verbesserte Stimmstabilität boten. Roland verfügte jedoch über keine entsprechende Technologie – der von CEO Ikutarō Kakehashi angestrebte Kauf der Exklusivrechte an der von John Chowning entwickelten, einfachen FM-Synthese scheiterte zugunsten des Konkurrenten Yamaha Corporation.
Als Reaktion darauf konstruierte Roland mit dem Juno-6 einen eher traditionellen Synthesizer, nutzte jedoch zur Klangerzeugung erstmals die selbst entwickelten digital gesteuerten Oszillatoren (DCOs). Durch die im Gegensatz zu vorangegangenen Synthesizern nun digital gesteuerte Stimmung entfiel das große Problem der Stimmstabilität insbesondere bei Liveauftritten bzw. Transport des Instruments fast vollständig, nur die Feinabstimmung musste noch manuell vorgenommen werden. Nur wenige Monate später erschien mit dem Juno-60 eine verbesserte Variante, die einen Patchspeicher hinzufügte, wodurch insgesamt 56 frei konfigurierbare Presets abgespeichert werden konnten. Dies vereinfachte den Gebrauch insbesondere live weiterhin, da das zeitaufwendige Einstellen der einzelnen Parameter beim Klangwechsel entfiel. Außerdem wurde das von Roland entwickelte Digital-Control-Bus-System eingebaut, dass jedoch nur von einigen Roland-Geräten unterstützt wurde und einfache, mit den Grundfunktionen von MIDI vergleichbare Funktionalität bot.
Der Juno-60 wurde bis Februar 1984 produziert, als Nachfolger erschien direkt im Anschluss der Roland Juno-106.

## Das Instrument

### Klaviatur und Bedienung
Der Juno-60 ist mit einer 61-tastigen Klaviatur ausgestattet und deckt insgesamt fünf Oktaven ab. Zudem kann durch einen Kippschalter eine Oktavierung der Klaviatur um je eine Oktave nach oben oder nach unten vorgenommen werden, was ein noch umfangreicheres Klangspektrum ermöglicht. Es steht zudem ein konfigurierbarer Arpeggiator zur Verfügung, der auch extern über Steuerspannung synchronisiert werden kann.
Bei der Ausstattung handelt es sich um ein typisches Beispiel für Synthesizer der frühen 1980er-Jahre. Die Oszillatorsteuerung (Sägezahnschwingung und Rechteckschwingung mit Sub-Oszillator und Rauschgenerator), Filtersteuerung (Hochpassfilter und Tiefpassfilter mit LFO), Verstärker und ADSR-Hüllkurvengenerator sind von rechts nach links auf der Stirnseite angeordnet.
Die Steuerung für den Patchspeicher befindet sich ganz rechts, es stehen insgesamt 56 Patches zur Verfügung, die frei konfiguriert werden können. Zudem besteht die Möglichkeit, Patches auf eine handelsübliche Kompaktkassette auszulagern und später wieder einzuspielen.
Auf der Rückseite befinden sich sowohl Ausgänge für Mono- als auch Stereoton. Die Signalstärke ist in drei Stufen regulierbar. Zudem ist ein Kopfhöreranschluss vorhanden. Der Master Pitch des Gerätes kann ebenfalls dort durch einen Drehregler reguliert werden.

### Effekte
Das E-Piano verfügt über einen vollständigen Hüllkurvengenerator, bei dem alle vier ADSR-Teile stufenlos reguliert werden können. Zudem ist ein Chorus-Effekt mit zwei auswählbaren Stufen verbaut. Der Anschluss eines Sustain-Pedals ist ebenfalls möglich. Es steht außerdem ein Pitch-Bender zur Verfügung, dessen Intensität und Umfang reguliert werden können.

## Wirkung
Insbesondere im Synthpop der 1980er-Jahre sowie im entstehenden Chicago House gehörte der Juno-60 für viele Musiker zum Standardrepertoire und ist auf vielen einschlägigen Produktionen aus dieser Zeit zu hören. Prominente Nutzer des Juno-60 waren unter anderem John Foxx, a-ha, Billy Idol, A Flock of Seagulls, Eurythmics und Berlin sowie Wham! und Cyndi Lauper. In der Gegenwart setzen Künstler wie The Weeknd und Metronomy den Juno-60 in ihren Kompositionen ein.
Im Frühjahr 2021 veröffentlichte Roland offiziell eine digitale Nachbildung des Juno-60 im Format Virtual Studio Technology (VST). Bereits vorher erschien eine Nachbildung des Juno-6 mit erweiterten Funktionen von Arturia. Roland bot außerdem mit dem JU-06A ein auf Digitaltechnik basierendes, in Haptik wie Funktionalität teilweise verändertes Remake an.